# Kalanchoe linearifolia
Kalanchoe linearifolia ist eine Pflanzenart der Gattung Kalanchoe in der Familie der Dickblattgewächse (Crassulaceae).

## Beschreibung

### Vegetative Merkmale
Kalanchoe linearifolia ist ein ausdauernder, vollständig kahler, stark verzweigter Kleinstrauch der Wuchshöhen von 100 bis 150 Zentimeter erreicht. Die stielrunden, holzigen Triebe sind etwas kletternd. Die Laubblätter sind sitzend. Die graue, fast zylindrische Blattspreite ist auf der Oberseite gefurcht. Sie ist 3 bis 13 Zentimeter lang und 0,4 bis 1 Zentimeter breit. Ihre Spitze ist zugespitzt, die Basis gestutzt und nicht stängelumfassend.

### Generative Merkmale
Der lockere Blütenstand sind ebensträußige Rispen. Er erreicht eine Länge von 4 bis 13 Zentimeter. Die aufrechten bis gespreizten Blüten stehen an 6 bis 8 Millimeter langen Blütenstielen. Ihr grüner, rot getönter Kelch ist sehr fleischig.  Die Kelchröhre ist 2 bis 3 Millimeter lang. Die dreieckigen, zugespitzten Kelchzipfel sind 3 bis 4 Millimeter lang und etwa 4,5 Millimeter breit. Die urnenförmige, sehr fleischige Kronröhre ist glänzend rot und 7 bis 11 Millimeter lang. Ihre eiförmigen, zugespitzten, dornenspitzigen Kronzipfel sind nach außen gebogen. Sie weisen eine Länge von 3 bis 4,5 Millimeter auf und sind 2,5 bis 4 Millimeter breit. Die Staubblätter sind oberhalb der Mitte der Kronröhre angeheftet und ragen nicht aus der Blüte heraus. Die eiförmig-länglichen Staubbeutel sind etwa 2 bis 2,5 Millimeter lang. Die mehr oder weniger rechteckigen, stumpf ausgerandeten Nektarschüppchen weisen eine Länge von etwa 0,6 Millimeter auf und sind 1,5 bis 2 Millimeter breit. Das Fruchtblatt weist eine Länge von 6 bis 7 Millimeter auf. Der Griffel ist 2 bis 3 Millimeter lang.
Die verkehrt eiförmigen Samen erreichen eine Länge von etwa 2,5 Millimeter.

## Systematik und Verbreitung
Kalanchoe linearifolia ist im Süden von Madagaskar im Trockenbusch auf Kalkstein verbreitet und ziemlich häufig.
Die Erstbeschreibung durch Emmanuel Drake del Castillo wurde 1903 veröffentlicht.

## Nachweise